# 백로속
백로속(Egretta)은 중형 크기의 백로 속이다. 주로 온대 기후 지역에서 번식한다. 학명은 작은 왜가리(쇠백로)라는 의미에서 유래했다. 전세계에서 흔히 발견된다. 긴 목과 긴 다리를 갖고 있다. 번식하는 서식지는 온대 지역의 습지다. 대체로 조심스럽게 다가가서 곤충과 물고기, 양서류를 사냥하여 먹는다.

## 하위 종
| - 쇠백로 (E. garzetta) - 스노이백로 (E. thula) - 적로 또는 붉은백로 (E. rufescens) - E. vinaceigula - E. ardesiaca - E. tricolor | - 흰얼굴왜가리 (E. novaehollandiae) - E. caerulea - 흑로 (E. sacra) - E. gularis - E. dimorpha - 노랑부리백로 (E. eulophotes) |